# Kolumna Nelsona w Dublinie
Kolumna Nelsona (irl.: Colún Nelson) – była to duża kolumna z granitu zwieńczona figurą Horatio Nelsona umiejscowiona pośrodku O’Connell Street w Dublinie. Została zbudowana w latach 1808-1809 i miała wysokość ok. 36,8 m. Kolumna została zniszczona 8 marca 1966 roku o godzinie 1:32 przez bombę podłożoną przez irlandzkich republikanów. W miejscu tym w 2003 został wybudowany monument  Spire of Dublin.

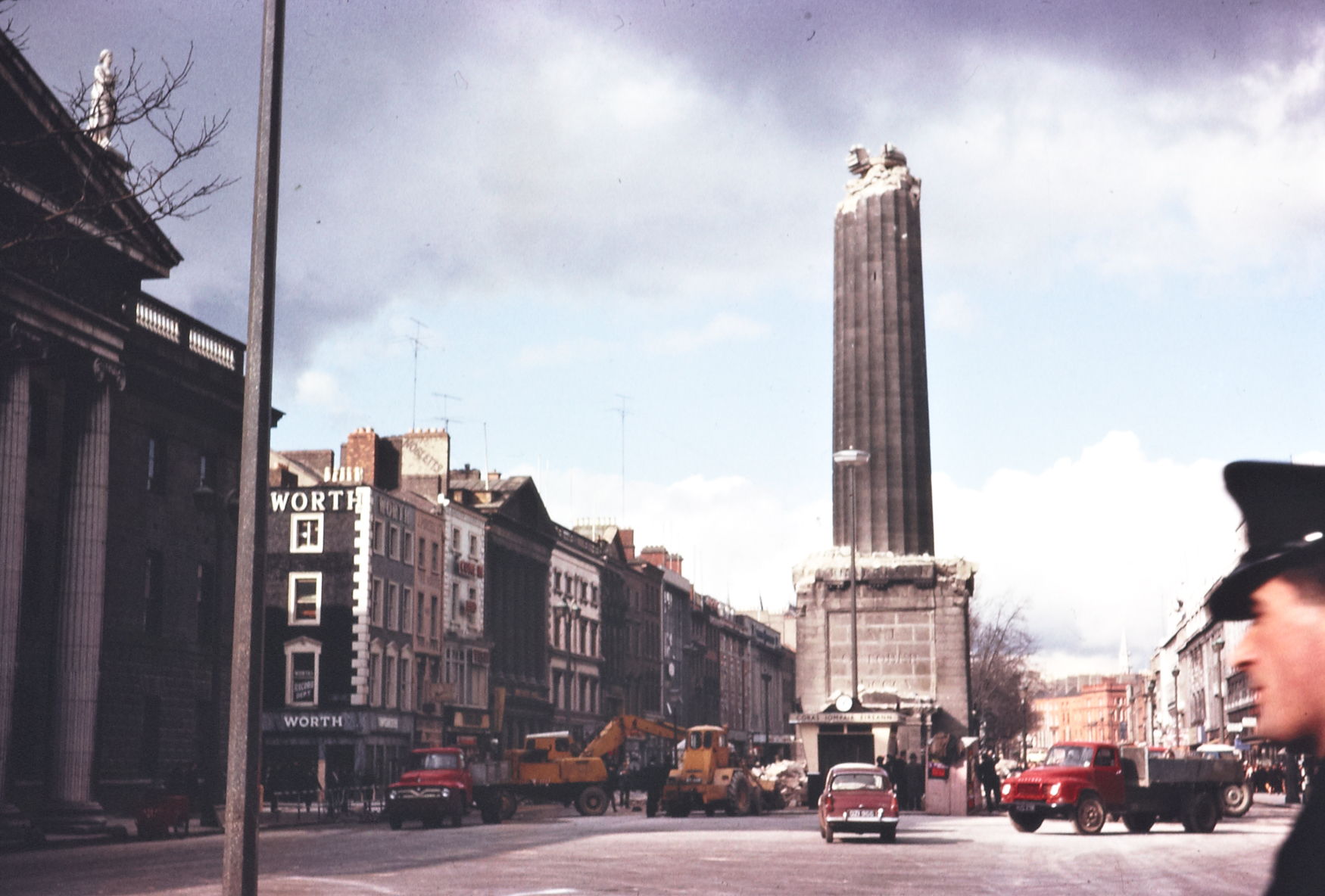
Pozostałość kolumny po wybuchu